# Wapen van Meeden

Het wapen van Meeden

Het wapen van Meeden werd op 15 januari 1951 per Koninklijk Besluit door de Hoge Raad van Adel aan de Groninger gemeente Meeden toegekend. Vanaf 1990 is het wapen niet langer als gemeentewapen in gebruik omdat de gemeente Meeden opging in de gemeente Oosterbroek. In 1992 werd de naam van de gemeente hernoemd in Menterwolde. De levensboom met de twee vogels werd overgenomen in het wapen van Menterwolde.

## Blazoenering
De blazoenering van het wapen luidt als volgt:
Doorsneden; I in sinopel een gaande gouden leeuw, getongd en genagel van keel; II in goud een uitgerukte boom van sinopel met drie vruchten van keel, in de top vergezeld van twee toegewende, staande vogels van zilver, gebekt en gepoot van keel. Het schild gedekt met een gouden kroon van 3 bladeren en 2 paarlen.

## Verklaring
De sinopel (het groen) slaat op de kleigrond in het noorden van de gemeente, terwijl het goud staat voor de zandgrond in het zuiden. De leeuw en de boom kwamen als symbolen veel voor op oude boerderijen. Als een boerderij een leeuw in zijn wapen had was dit een teken van een vrije boer. De boom is een heraldisch symbool voor de aanwezigheid van kloosters die in vroegere tijden de grond in het gebied hebben ontgonnen.

## Verwante wapens

Wapen van Menterwolde

Adorp
· Aduard
· Appingedam
· Baflo
· Bedum
· Beerta
· Bellingwedde
· Bellingwolde
· Bierum
· De Marne
· Delfzijl 
· Eemsmond
· Eenrum
· Ezinge
· Finsterwolde
· Grijpskerk
· Grootegast
· Haren
· Hefshuizen
· Hoogezand
· Hoogezand-Sappemeer
· Hoogkerk
· Kantens
· Kloosterburen
· Leek
· Leens
· Loppersum
· Marum
· Meeden
· Menterwolde
· Middelstum
· Midwolda
· Muntendam
· Nieuweschans
· Nieuwe Pekela
· Nieuwolda
· Noordbroek
· Noorddijk
· Oldehove
· Oldekerk
· Onstwedde
· Oosterbroek
· Oude Pekela
· Reiderland
· Sappemeer
· Scheemda
· Slochteren
· Stedum
· Ten Boer
· Termunten
· Uithuizen
· Uithuizermeeden
· Ulrum
· Usquert
· Vlagtwedde
· Warffum
· Wedde
· Wildervank
· Winschoten
· Winsum
· 't Zandt
· Zuidbroek
· Zuidhorn